# Kanderfirn
Kanderfirn – lodowiec o długości 6,6 km (2005 r.) i powierzchni 13,9 km² (1973 r.).
Lodowiec położony jest w Alpach Berneńskich w kantonie berneńskim w Szwajcarii.